# Glimåkra

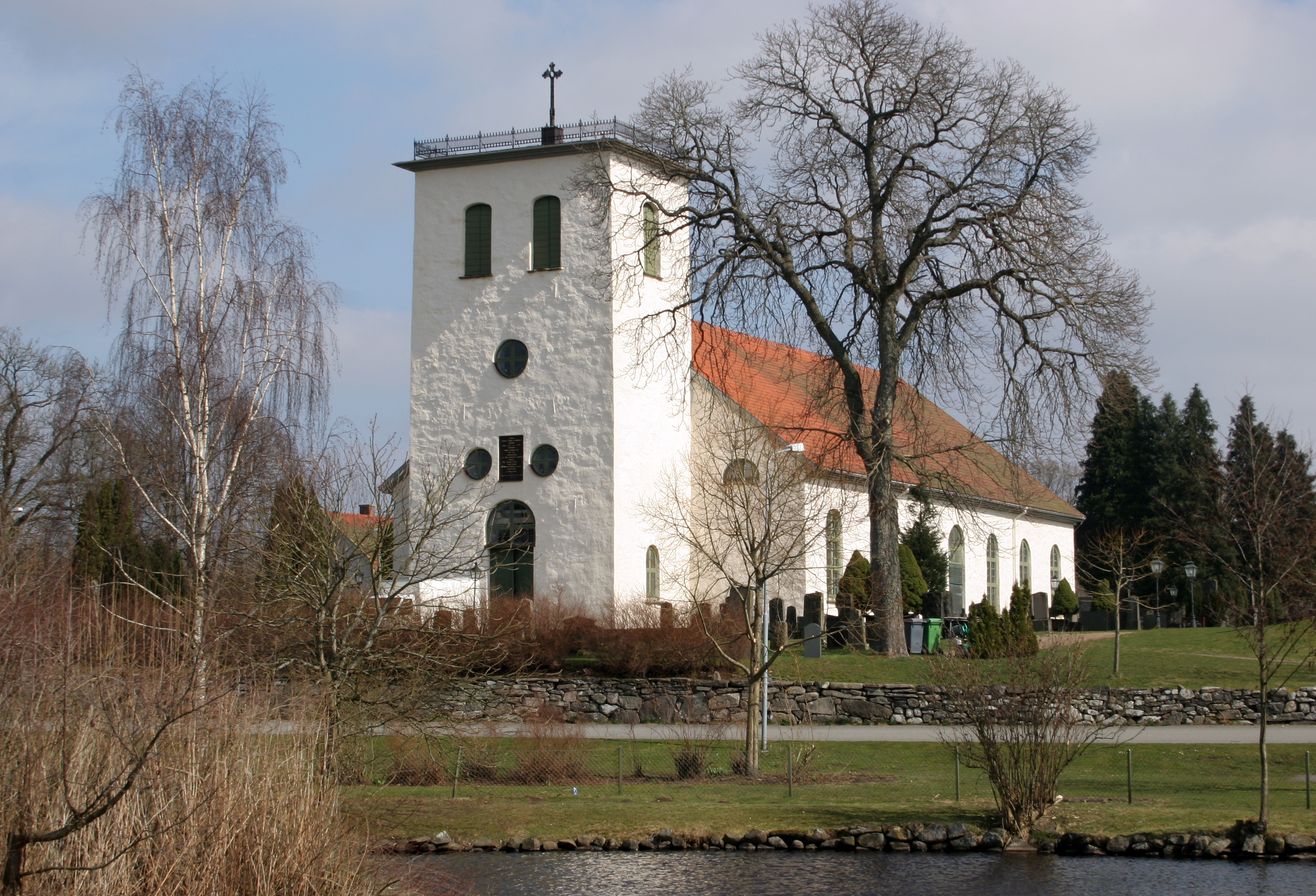
Glimåkra.

Glimåkra es una localidad ubicada en el municipio sueco de Östra Goinge, en la provincia de Escania. Tiene una población estimada, a fines de 2020, de 1550 habitantes.
Se edificó a lo largo de una línea férrea entre Kristianstad e Immelns. El tráfico de pasajeros en la línea de ferrocarril Kristianstad-Glimåkra-Älmhult fue cerrado en 1969.
Glimåkra fue un municipio independiente hasta 1974, cuando se fusionó con Broby, Hjärsås y Knislinge en el nuevo municipio de Östra Göinge.